# 蒙加尔

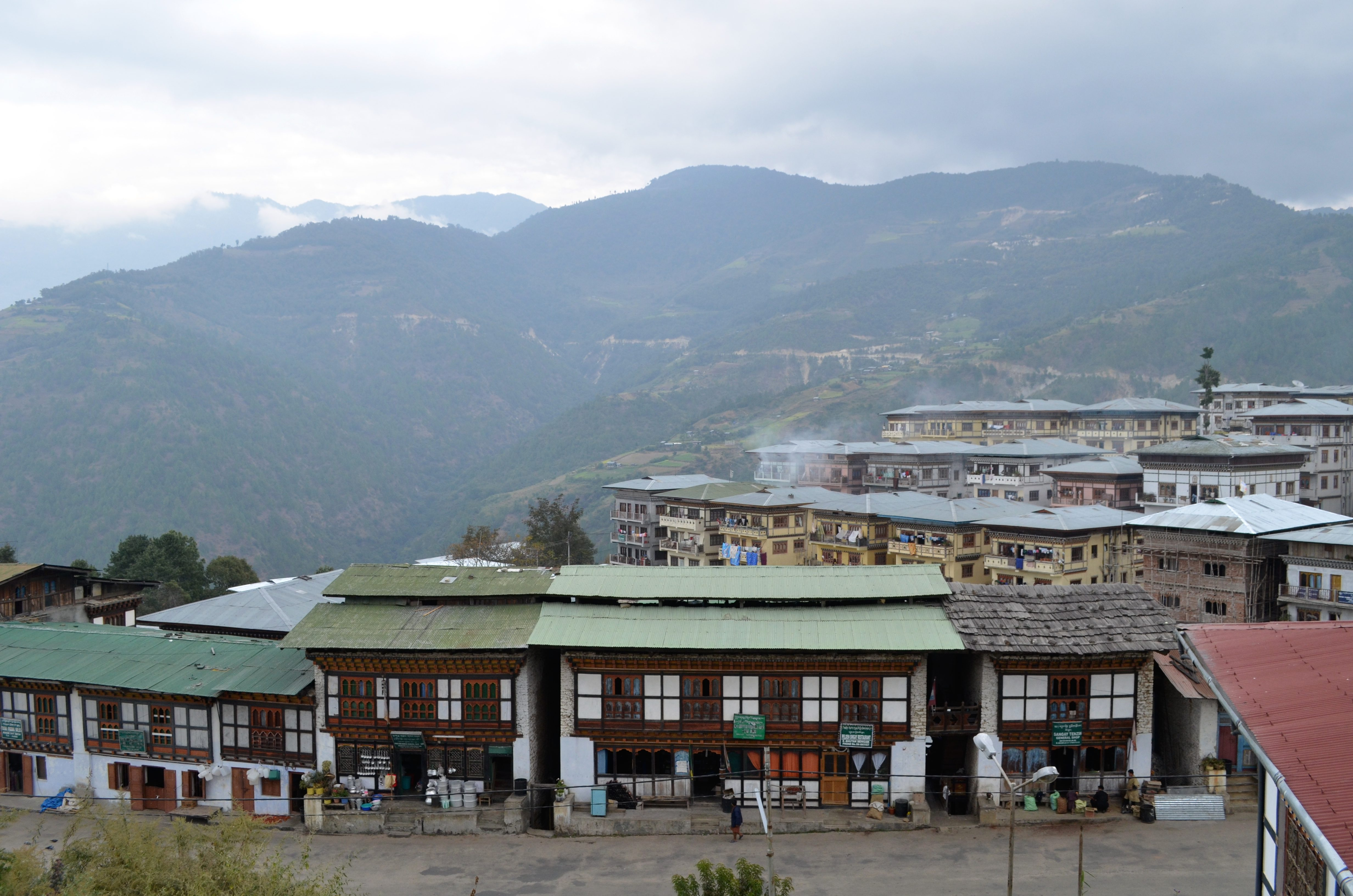
蒙加爾

蒙加尔（Mongar），也译为孟加尔，是不丹王国东部地区的第二大城市，也是蒙加尔宗的首府。位于不丹东部，平均海拔1372米。现有人口4000余人。